# Подводный холм
В морской геологии Knoll определяют как относительно небольшое изолированное подводное поднятие округлых очертаний не превышающую 1000 метров в высоту . Любые положительные округлые подводные объекты, превышающие эту высоту, называются подводными горами. Считается, что они покрывают около 16,3 % мирового морского дна. В целом, термин knoll может переводится как сопка, холм или гора, купол.